# (19955) Hollý
19955 Hollý (1984 WZ1) – planetoida z pasa głównego asteroid okrążająca Słońce w ciągu 5,38 lat w średniej odległości 3,07 j.a. Odkryta w godzinach rannych 28 listopada 1984 roku przez słowackiego astronoma Milana Antala. Obserwacje były prowadzone z węgierskiego obserwatorium Piszkéstetõ w górach Mátra.
Nazwa upamiętnia słowackiego pisarza i poetę Jána Hollý'ego (1785-1849).